# Kazimierz Klimek
Kazimierz Klimek (* 30. Januar 1934 in Polen; † 16. April 2019) war ein polnischer Geograph, Geomorphologe, Hochschullehrer und Autor.

## Leben
Nach der Matura studierte er an der Jagiellonen-Universität in Krakau und schloss das Studium im Jahr 1957 mit der Magisterarbeit Ewolucja geomofologiczna dorzecza Silinki, Bieszczady ab. In den Jahren 1957–1959 war er als wissenschaftlicher Mitarbeiter beim Wetterdienst, dann 1959–1960 als Lehrer in einer Volksschule in Krakau tätig. Seit 1960 war er als wissenschaftlicher Mitarbeiter, Assistent und Dozent bei der Polnischen Akademie der Wissenschaften (Polska Akademia Nauk) angestellt, promovierte dort im Jahr 1965 zum Doktor, dann habilitierte er sich im Jahr 1971 zum außerordentlichen und im Jahr 1991 zum ordentlichen Professor. Ab dem Jahr 1992 wirkte er als Professor an der Schlesischen Universität (Uniwersytet Śląski)  und war Ordinarius am Lehrstuhl für Paläontologie und Paläoökologie des Quartärs (Katedra Paleontologii i Paleoekologii Czwartorzędu) in Sosnowiec.

## Schriften (Auswahl)
- W sprawie genezy moren czołowych położonych na południe od Częstochowy. Polska Akademia Nauk, Kraków 1962.
- Deglacjacja północnej części Wyżyny Śląsko-Krakowskiej w okresie zlodowacenia środkowopolskiego. Wydawnictwa geologiczne,  1966.
- Studies on deglaciation in Poland. (Studia nad przebiegiem deglacjacji w Polsce). 1969.
- Analiza i ocena środowiska geograficznego powiatu ropczyckiego (dla potrzeb planowania regionalnego). 1969.
- Współczesne procesy fluwialne i rzeźba równiny Skeiðarársandur (Islandia). Zakład Narodowy im. Ossolińskich, 1972.
- Vertical zonality in the southern Khangai Mountains (Mongolia). Polska Akademia Nauk, 1980.
- Results of the Polish-Mongolian Physico-Geographical Expedition by Polish-Mongolian Physico-Geographical Expedition. 1980.
- Mongolian dry steppe geosystems. A case study of Gurvan Turuu Area. Results of the Polish-Mongolian physico-geographical expedition. 1983.
- System ochrony przyrody i krajobrazu województwa krośnieńskiego. 1987.
- Effect of industrial emissions on the selected ecosystem elements. (Wpływ emisji przemysłowych na wybrane elementy ekosystemów). 1988.

## Praktika und Expeditionen im Ausland
- 1967: Uppsala
- 1968: Island, Skeiðarársandur
- 1978: Keele University
- 1973: Rumänien
- 1974–1990: Mongolei und Bulgarien
- 1996: Spitzbergen